# リヤド・マフレズ
- －・マフレズ
- －・マハレズ
- －・マレズ
- －・マーレズ

リヤド・カリム・マフレズ（Riyad Karim Mahrez, 1991年2月21日 - ）は、フランス・サルセル出身のサッカー選手。サウジ・プロフェッショナルリーグ・アル・アハリ・サウジFC所属。アルジェリア代表。ポジションはフォワード。

## 概要
フランスのサルセルで生まれ、フランスとアルジェリア、モロッコの3カ国の国籍を有している。フランスのAASサルセルのユースでキャリアをスタートし、2009年にカンペールでプロデビューを果たした。1年後にル・アーヴルに加入し、トップチームですぐに出場機会を得ることはできなかったが、リザーブチームでレギュラーとなり、次第にトップチームでも出場機会を得られるようになった。
2014年1月に、当時イングランド2部のレスター・シティへ完全移籍した。2015-2016シーズンには、PFA年間最優秀選手賞を受賞する活躍でプレミアリーグ優勝に貢献した。
2014年にアルジェリア代表デビューを果たし、2014 FIFAワールドカップに出場した。さらにアフリカネイションズカップにも2015年・2017年・2019年・2022年と4回出場している。

## 経歴

### フランス時代
2009年にAASサルセルから、フランス4部に所属していたカンペールFCに加入し、1シーズンの所属期間で27試合に出場して1ゴールを挙げた。
2010年にル・アーヴルに加入し、当初はル・アーヴルIIでプレイしていたが、2014年1月にチームを離れるまで、当時リーグ・ドゥに所属していたクラブのトップチームではリーグ戦60試合に出場し6ゴールを記録した。

### レスター・シティ

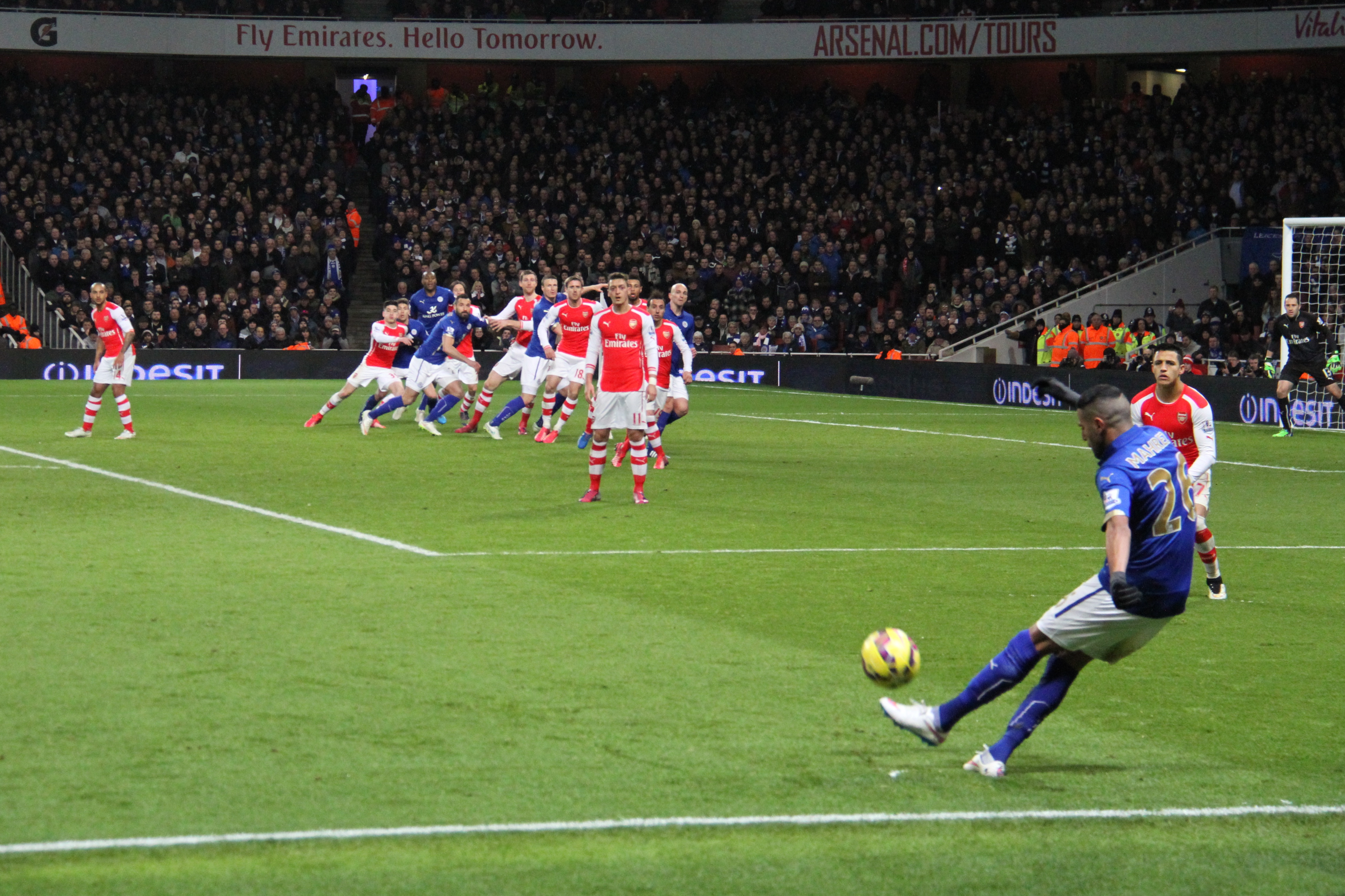
アーセナル戦でフリーキックを蹴るマフレズ（2015年2月）

2014年1月11日にチャンピオンシップに所属していたレスター・シティに移籍し、クラブと3年半の契約を結んだ。1月25日に行われ、2-0で勝利したミドルズブラ戦にロイド・ダイアーと79分から交代で出場し、デビューを果たした。その後4試合に交代で出場し、地元のライバルクラブであるノッティンガム・フォレスト戦では82分に同点となるゴールを決め、初ゴールを記録すると、2014年2月に監督であったナイジェル・ピアソンはマフレズについて、スターティングメンバーとして試合に出場する準備ができていると話した。
2014年8月16日に行われたエヴァートン戦でプレミアリーグデビューを果たし、2014年10月4日に行われたバーンリー戦で初ゴールを記録した。
2015年8月にクラブと新たに5年間の契約を締結し、2015-16シーズン開幕戦のサンダーランド戦では先制となるゴールを記録し、チームも4-2で勝利を挙げた。2015-16シーズンは17得点10アシストを記録する活躍でレスター・シティの初優勝に貢献し、PFA年間最優秀選手賞をアフリカ人選手として初めて受賞した。シーズン後には移籍が噂されたが、レスター・シティと新たに4年契約を結び残留した。
2017年1月にはアフリカ年間最優秀選手賞を受賞した。2016-17シーズンのCLでは4ゴール2アシストと、CLベスト8への進出に貢献。2017-18シーズン開幕前の2017年夏には移籍を希望し、アーセナル、ASローマなど数チームが興味を示したが、残留することとなった。

### マンチェスター・シティ
2018年7月10日、マンチェスター・シティFCと5年契約を締結し、背番号は26番であることが発表された。リーグ最終節のブライトン戦では先発し、リヴァプールとの優勝争いで引き分けも許されない状況で勝利を決定的とするゴールと2ゴールを決め、チームを2年連続の優勝に導いた。
2021年5月4日、UEFAチャンピオンズリーグ準決勝のパリ・サンジェルマンFC戦2ndレグに先発し、前半11分、後半18分にゴールを決め、2-1（合計4-1）の勝利に貢献、チームを初の決勝に導いた。決勝ではチェルシーに敗れて（0-1）準優勝となった。

### アル・アハリ
2023年7月28日、アル・アハリ・サウジFCに移籍した。4年契約で移籍金は3040万ポンドとみられている。

### 代表

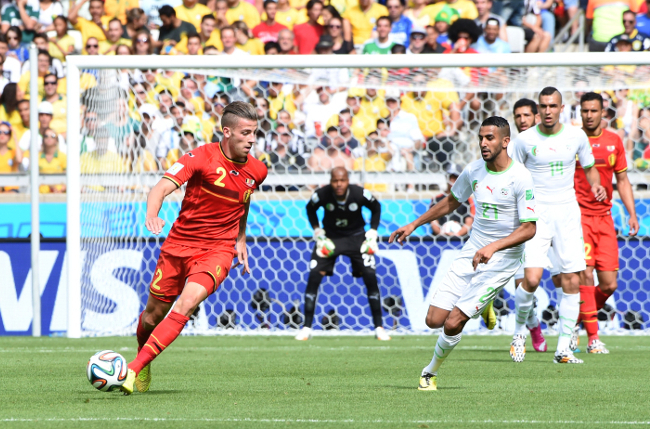
2014 FIFAワールドカップに出場したマフレズ（右手前）（対ベルギー代表）

2013年11月、マフレズはアルジェリア代表でプレイしたいという自身の希望を明らかにした。2014 FIFAワールドカップに出場する代表候補に選ばれ、2014年5月31日に行われたアルジェリア代表戦でデビューを果たすと、6月2日に発表された23人のメンバーに選ばれたが、出場はベルギー代表戦先発の1試合71分間に留まった。
2014年10月15日に行われたアフリカネイションズカップ2015予選のマラウイ代表戦でイスラム・スリマニのアシストから代表初ゴールを記録した。2014年11月にアフリカネイションズカップ2015に出場する代表メンバーに選ばれた。

## 個人成績

### クラブ
| クラブ                 | シーズン | リーグ             | リーグ戦 | リーグ戦 | カップ戦 | カップ戦 | リーグ杯 | リーグ杯 | 国際大会 | 国際大会 | その他 | その他 | 合計 | 合計 |
| クラブ                 | シーズン | リーグ             | 出場     | 得点     | 出場     | 得点     | 出場     | 得点     | 出場     | 得点     | 出場   | 得点   | 出場 | 得点 |
| ---------------------- | -------- | ------------------ | -------- | -------- | -------- | -------- | -------- | -------- | -------- | -------- | ------ | ------ | ---- | ---- |
| カンペール             | 2009-10  | CFA                | 27       | 1        | 0        | 0        | -        | -        | -        | -        | 0      | 0      | 27   | 1    |
| カンペール             | 通算     | 通算               | 27       | 1        | 0        | 0        | -        | -        | -        | -        | 0      | 0      | 27   | 1    |
| ル・アーヴル           | 2011-12  | リーグ・ドゥ       | 9        | 0        | 0        | 0        | 0        | 0        | -        | -        | 0      | 0      | 9    | 0    |
| ル・アーヴル           | 2012-13  | リーグ・ドゥ       | 34       | 4        | 4        | 1        | 1        | 0        | -        | -        | 0      | 0      | 39   | 5    |
| ル・アーヴル           | 2013-14  | リーグ・ドゥ       | 17       | 2        | 0        | 0        | 2        | 3        | -        | -        | 0      | 0      | 19   | 5    |
| ル・アーヴル           | 通算     | 通算               | 60       | 6        | 4        | 1        | 3        | 3        | -        | -        | 0      | 0      | 67   | 10   |
| レスター               | 2013-14  | チャンピオンシップ | 19       | 3        | 0        | 0        | 0        | 0        | -        | -        | 0      | 0      | 19   | 3    |
| レスター               | 2014-15  | プレミアリーグ     | 30       | 4        | 1        | 0        | 1        | 0        | -        | -        | 0      | 0      | 32   | 4    |
| レスター               | 2015-16  | プレミアリーグ     | 37       | 17       | 0        | 0        | 2        | 1        | -        | -        | 0      | 0      | 39   | 18   |
| レスター               | 2016-17  | プレミアリーグ     | 36       | 6        | 2        | 0        | 0        | 0        | 9        | 4        | 1      | 0      | 48   | 10   |
| レスター               | 2017-18  | プレミアリーグ     | 36       | 12       | 3        | 0        | 2        | 1        | -        | -        | 0      | 0      | 41   | 13   |
| レスター               | 通算     | 通算               | 158      | 42       | 6        | 0        | 5        | 2        | 9        | 4        | 1      | 0      | 179  | 48   |
| マンチェスター・シティ | 2018-19  | プレミアリーグ     | 27       | 7        | 5        | 2        | 5        | 2        | 6        | 1        | 1      | 0      | 44   | 12   |
| マンチェスター・シティ | 2019-20  | プレミアリーグ     | 33       | 11       | 5        | 0        | 5        | 1        | 7        | 1        | 0      | 0      | 50   | 13   |
| マンチェスター・シティ | 2020-21  | プレミアリーグ     | 27       | 9        | 4        | 0        | 5        | 1        | 12       | 4        | 0      | 0      | 48   | 14   |
| マンチェスター・シティ | 2021-22  | プレミアリーグ     | 28       | 11       | 4        | 4        | 2        | 2        | 12       | 7        | 1      | 0      | 47   | 24   |
| マンチェスター・シティ | 2022-23  | プレミアリーグ     | 30       | 5        | 5        | 5        | 2        | 2        | 9        | 3        | 1      | 0      | 47   | 15   |
| マンチェスター・シティ | 通算     | 通算               | 145      | 43       | 23       | 11       | 19       | 8        | 46       | 16       | 3      | 0      | 236  | 78   |
| 総通算                 | 総通算   | 総通算             | 450      | 116      | 33       | 12       | 27       | 13       | 55       | 20       | 4      | 0      | 569  | 161  |

| クラブ        | シーズン | リーグ | リーグ戦 | リーグ戦 | 合計 | 合計 |
| クラブ        | シーズン | リーグ | 出場     | 得点     | 出場 | 得点 |
| ------------- | -------- | ------ | -------- | -------- | ---- | ---- |
| ル・アーヴルⅡ | 2010-11  | CFA    | 32       | 13       | 32   | 13   |
| ル・アーヴルⅡ | 2011-12  | CFA    | 25       | 11       | 25   | 11   |
| ル・アーヴルⅡ | 2012-13  | CFA    | 3        | 0        | 3    | 0    |
| 総通算        | 総通算   | 総通算 | 60       | 24       | 60   | 24   |

## 代表歴

### 出場大会
- アルジェリア代表
  - 2014 FIFAワールドカップ

### 試合数
2024年1月1日現在
- 国際Aマッチ 89試合 30得点（2014年-）[28]

| アルジェリア代表 | 国際Aマッチ | 国際Aマッチ |
| 年               | 出場        | 得点        |
| ---------------- | ----------- | ----------- |
| 2014             | 9           | 2           |
| 2015             | 13          | 2           |
| 2016             | 5           | 2           |
| 2017             | 8           | 2           |
| 2018             | 8           | 2           |
| 2019             | 14          | 5           |
| 2020             | 4           | 3           |
| 2021             | 9           | 8           |
| 2022             | 9           | 2           |
| 2023             | 10          | 2           |
| 2024             |             |             |
| 通算             | 89          | 30          |

### 得点
2019年10月15日現在
| #  | 日付           | 会場                                         | 対戦国       | スコア | 結果 | 大会                                     |
| -- | -------------- | -------------------------------------------- | ------------ | ------ | ---- | ---------------------------------------- |
| 1  | 2014年10月15日 | スタッド・ムスタファ・チェカー、ブリダ       | マラウイ     | 2–0    | 3–0  | アフリカネイションズカップ2015予選       |
| 2  | 2014年11月15日 | スタッド・ムスタファ・チェカー、ブリダ       | エチオピア   | 2–1    | 3–1  | アフリカネイションズカップ2015予選       |
| 3  | 2015年1月27日  | ヌエボ・エスタディオ・デ・マラボ、マラボ     | セネガル     | 1–0    | 2–0  | アフリカネイションズカップ2015           |
| 4  | 2015年11月17日 | スタッド・ムスタファ・チェカー、ブリダ       | タンザニア   | 3–0    | 7–0  | 2018 FIFAワールドカップ・アフリカ2次予選 |
| 5  | 2016年9月4日   | スタッド・ムスタファ・チェカー、ブリダ       | レソト       | 2–0    | 6–0  | 2018 FIFAワールドカップ・アフリカ2次予選 |
| 6  | 2016年9月4日   | スタッド・ムスタファ・チェカー、ブリダ       | レソト       | 6–0    | 6–0  | 2018 FIFAワールドカップ・アフリカ2次予選 |
| 7  | 2017年1月15日  | スタッド・ド・フランスヴィル、フランスヴィル | ジンバブエ   | 1–0    | 2–2  | アフリカネイションズカップ2017           |
| 8  | 2017年1月15日  | スタッド・ド・フランスヴィル、フランスヴィル | ジンバブエ   | 2–2    | 2–2  | アフリカネイションズカップ2017           |
| 9  | 2018年11月18日 | スタッド・ムニシパル、ロメ                   | トーゴ       | 1–0    | 4–1  | アフリカネイションズカップ2019予選       |
| 10 | 2018年11月18日 | スタッド・ムニシパル、ロメ                   | トーゴ       | 2–2    | 4–1  | アフリカネイションズカップ2019予選       |
| 11 | 2019年6月23日  | 30・JUNEスタジアム、カイロ                   | ケニア       | 2–0    | 2–0  | アフリカネイションズカップ2019           |
| 12 | 2019年7月7日   | 30・JUNEスタジアム、カイロ                   | ギニア       | 2–0    | 2–0  | アフリカネイションズカップ2019           |
| 13 | 2019年7月14日  | カイロ国際スタジアム、カイロ                 | ナイジェリア | 2–1    | 2–1  | アフリカネイションズカップ2019           |
| 14 | 2019年10月15日 | スタッド・ピエール＝モーロワ、リール         | コロンビア   | 2–0    | 3–0  | 親善試合                                 |
| 15 | 2019年10月15日 | スタッド・ピエール＝モーロワ、リール         | コロンビア   | 3–0    | 3–0  | 親善試合                                 |

## タイトル

### クラブ
レスター・シティ
- プレミアリーグ：2015-16
- フットボールリーグ・チャンピオンシップ：2013-14

マンチェスター・シティ
- プレミアリーグ：2018-19, 2020-21, 2021-22, 2022-23
- FAカップ：2018-19, 2022-23
- EFLカップ：2018-19, 2019-20, 2021-21
- FAコミュニティ・シールド：2018, 2019
- UEFAチャンピオンズリーグ：2022-23

アル・アハリ
- AFCチャンピオンズリーグエリート : 2024-25

### 代表
- アフリカネイションズカップ：2019

### 個人
- アルジェリア年間最優秀選手賞：2015, 2016
- PFA年間ベストイレブン：2015-16
- PFA年間最優秀選手賞：2015-16
- アフリカ年間最優秀選手賞：2016